# Léo Cunha (político)
Leoarren Túlio de Sousa Cunha, mais conhecido como Léo Cunha (Imperatriz, 20 de janeiro de 1963) é um empresário e político brasileiro, filiado ao Partido Liberal (PL). Foi deputado estadual (2011–2019). É Prefeito de Estreito desde 2021

## Biografia
Em 2010 foi eleito deputado estadual pelo PSC, reeleito em 2014.
Em 2020 foi eleito prefeito do município de Estreito pelo PL, reeleito em 2024.